# Tóth Barnabás (labdarúgó)
Tóth Barnabás (Budapest, 1994. július 28. –) magyar labdarúgó, a Dorogi FC középpályása.

## Pályafutása
Tóth Barnabás Budapesten született, labdarúgó pályafutását pedig Vácott kezdte. Ezt követően 2013 és 2014 között a Puskás Akadémián nevelkedett, majd visszatért Vácra, miközben a Testnevelési Egyetem sportszervezői szakán vizsgázott. 2017 nyarán a Diósgyőri VTK szerződtette. Első gólját új csapatában a Balassagyarmat elleni kupatalálkozón szerezte. 2020 nyarán Dorogra igazolt.

## Sikerei ,díjai
- NB III (Közép-csoport) Bajnok: 2014–2015

## Statisztikái
2017. június 4-én frissítve
| Egyesület | Szezon    | Liga      | Liga            | Liga  | Magyar kupa     | Magyar kupa | Magyar ligakupa | Magyar ligakupa | Nemzetközi      | Nemzetközi | Összesen        | Összesen |
| Egyesület | Szezon    | Bajnokság | Pályára lépések | Gólok | Pályára lépések | Gólok       | Pályára lépések | Gólok           | Pályára lépések | Gólok      | Pályára lépések | Gólok    |
| --------- | --------- | --------- | --------------- | ----- | --------------- | ----------- | --------------- | --------------- | --------------- | ---------- | --------------- | -------- |
| Vác       | 2014–2015 | NB III    | 14              | 1     | –               | –           | 1               | 0               | –               | –          | 15              | 1        |
| Vác       | 2015–2016 | NB II     | 28              | 0     | –               | –           | –               | –               | –               | –          | 28              | 0        |
| Vác       | 2016–2017 | NB II     | 27              | 5     | 2               | 1           | –               | –               | –               | –          | 29              | 6        |
| Diósgyőr  | 2017–2018 | NB I      | 1               | 0     | –               | –           | –               | –               | –               | –          | 1               | 0        |
| Összesen  | Összesen  | :         | 70              | 6     | 2               | 1           | 1               | 0               | 0               | 0          | 73              | 7        |